# 國共摩擦
國共摩擦即中國國民黨领导的國民政府與中國共產黨在中国抗日战争期間的軍事衝突。

## 双方观点
中國共產黨方面称之為國民黨的“三次反共高潮”，稱國軍為“頑軍”，國民政府則稱“中共破壞抗戰”。:2159
1959年8月1日，中国共产党主席毛泽东在庐山会议上批判中华人民共和国元帅彭德怀，回顾说：“同蒋介石抗日联合，是暂时的，同国民党两次联合（第一次是同孙中山）是暂时的。互相利用，暂时同盟，原则恰恰相反：己所不欲，要施于人。求生存、扩大，这是己之所欲，难道要资产阶级也扩大？恰恰相反，己之不欲，自己不生存、不扩大，自己消灭，当然不是；要扩大；而且施之于人，不愿国民党扩大，准备条件消灭之。”:235-236
中國國家主席劉少奇则称「磨擦是抗日民族統一戰線時期階級鬥爭的藝術。」:146
抗战期间，时任国民政府军事委员会委员长蒋中正一再批评中共没有信义。阎锡山告诉他，立场相同的人才有信义可讲，国共两党立场相反，你说人家没有信义，人家自己说这是革命。:67

## 经过综述
局部抗战时期，国共双方即发生摩擦。1932年2月一二八淞沪抗战期间，中央苏区红军在江西发动赣州战役，并占据大阪、上犹、崇义、南康、信丰诸县。:621933年1月，榆关抗战爆发，江西红军乘机起兵新淦、撫州、東鄉，包围南昌，占领二十餘縣。
1937年7月，全面抗战爆发。是年冬，第八路軍擅自行動，越出防區，進入太行山區，成立晉察冀軍區和晉冀豫軍區，控制山西、察哈爾、河北、河南四省的邊區。:521937年12月13日，中华民国首都南京陷落，国民政府迁都重庆。1938年10月武汉会战结束后，中日進入相持階段，中共与国军争夺敌后地盘，國民黨加強中共於敵後的種種防堵措施。
1939年4月和6月，國民黨向各級組織下發《限制异党活动办法》和《共党问题处置办法》等文件。要求“各地區之國軍於暗中劃一地境線，不許十八集團部隊自由越境，若不服制止，即將其侵越之部隊剿滅”，但同时強調“在中央立場上，對各地方之磨擦衝突均視為地方事件，採取個別處理之方式”，“不宜全般破裂”。:411-412
1939年6月21日，毛致電朱德、彭德懷、楊尚昆：“在敵人‘掃蕩’後，魯南局面混亂，山東省府秦啓榮部及東北軍損失很大。我應趁此機會將第一一五師師部及第六八六團蕭華一部開赴魯南，以鞏固魯南根據地。”:278
1939年3月，山西省政府主席閻錫山將中共「犧盟會」所据各縣政權收回。11月26日，國民政府發動對日軍之冬季攻勢，閻錫山所屬第二戰區擔任主攻。28日，獨立第二旅韓鈞公開叛變，殺害「舊軍」軍官〔決死第四縱隊第十總隊魯應錄下屬第二營全數遭擊斃〕及其眷屬，又捕殺國民黨籍同志會、突擊團等抗日組織。12月7日，韓鈞發出虜電，決死隊第一縱隊薄一波、決死隊第二縱隊張文昂、決死隊第三縱隊戎伍勝、決死隊第四縱隊雷任民等陸續叛變，史称晋西事变。
1940年初，鉴于冲突不断，国民党高干上书蒋介石，要求明确防区：“将冀察战区给予中共，发表朱、彭为总副司令，而将黄河以南以及长江流域所有中共部队强制调赴北方，并示意只准向东四省发展，不准向南进出，在黄河以南尤其是长江流域，任何地方不容丝毫客气。”目的是逼共抗日，“使中共转向其锋，与倭寇及伪组织直接冲突。”:419
5月4日，毛泽东给东南局发出指示：“所谓发展，就是不受国民党的限制，超越国民党所能允许的范围，不要别人委任，不靠上级发饷，独立自主地放手扩大军队，坚决地建立抗日根据地，在这种根据地上独立自主地发动群众，建立共产党领导的抗日统一战线的政权，向一切敌人占领区域发展。例如在江苏境内，应不顾顾祝同、冷欣、韩德勤等反共分子的批评、限制和压迫。西起南京，东至海边，南至杭州，北至徐州，尽可能迅速地并有步骤有计划地将一切可能控制的区域控制在我们手中。”:312
5月17日，葉飛率新四軍挺進縱隊進佔通扬河以北的郭村，李長江多次派人索還无果。六月下旬，李限令新四軍三天內离开。葉飛電告劉少奇，劉回電指示：“在衝突前爭取政治上的優勢”，“固守或以遊擊戰支持一二星期，讓頑固派進攻你們，你們自衛，造成充分政治理由，然後再由八路軍與四、五支隊援助你們協力側擊頑固派。”6月29日，李長江率兵包圍郭村，戰鬥打響。7月1日，挺進縱隊突襲李明揚軍後方宜陵，消滅其一個營和團部。2日，挺進縱隊和蘇皖支隊殲李部3個團，迫使李部全線潰退。4日，陳毅指揮挺進縱隊和蘇皖支隊分路出擊，一舉奪取塘頭，俘虜李部官兵近2000人。:177:280-284
7月，粟裕指挥新四军渡过长江，驻守黄桥的何克谦部（属桂系）不战撤守。16日，国民党提出“中央提示案”，要求缩编八路军、新四军，限制其防地，把活动在江南和整个华中的八路军、新四军都集中到黄河以北冀察两省地区内。:139-14030日，毛指示劉少奇等人，对国军应积极备战：“蘇北全部爲我必爭之地，韓德勤部攻我時，我應大舉反攻，一舉驅逐或殲滅該部，發展蘇北。如其對我不進攻，我則步步發展，待其攻時才大舉反擊。以保持有利原則。”:31810月4日，韓德勤部进攻黄桥，企图夺回驻地，遭新四军严重打击。13日，陈毅、粟裕令二、三縱隊进攻國軍防區姜堰，殲張少華部1000餘人，於次日攻佔姜堰。陳毅聲稱：“我們打姜堰的目的很簡單，是為求得和平。”:294-297
10月19日，國民政府軍事委員會參謀總長何應欽及副總長白崇禧，向八路军正副司令朱德、彭德怀和新四军军长叶挺、副軍長項英發出“皓电”。电报在细数1940年的国共冲突后，指责说:138：

综观过去陕甘冀察晋绥鲁苏皖等地历次不幸事件，及所谓人多钢少之妄说，其症结所在，皆缘于第十八集团军及新四军所属部队：一、不守战区范围自由行动；二、不遵编制数量自由扩充；三、不服从中央命令破坏行政系统；四、不打敌人专事吞并友军。以上四端，实为所谓磨擦事件发生之根本，亦即第十八集团军与新四军非法行动之事实，若不予以纠正，其将何之成为国民革命军之革命部队？除苏北事件委座已另有命令希切实遵照外，兹奉谢将前经会商并奉核定之中央提示案正式抄达，关于第十八集团军及新四军之各部队，限于电到一个月内，全部开到中央提示案第三问题所规定作战地境内，并对本问题所示其他各项规定，切实遵行，静候中央颁发对于执行提示案其他各问题之命令。

11月30日，毛澤東、朱德、王稼祥致電彭德懷，表达继续南下发展之意：“國民黨的政策是將我封鎖於敵後與敵拼消耗，防我南移，以隔斷我軍。我在華北的主要方針是堅持鬥爭。南線黃克誠及彭明治、朱滌新支隊移華中。華中是國共必爭之地。目前南移是最好時機。”:24112月4日毛在政治局會議上作總結，表示“去年反磨擦鬥爭取得了很大勝利，創立了華中各處的根據地，我軍擴大到五十萬人。”意即其根据地乃从国军手中得之。:335
12月12日，蒋中正明令江北的第21集团军李品仙部，应配合新四军于12月底之前由皖南移江北之行动，李当即遵令，部署为新四军军部北渡让路，“一面宣传送新四军赴黄河北岸抗战”。30日，毛澤東、朱德致項英、葉挺，表示对国府不信任：“皖北讓路，蔣雖口頭答應，但讓出巢、無、和、含四縣恐不易；李品仙已在佈置襲擊我的陰謀，仍以分批走蘇南為好。”:17
1941年1月1日，項英和葉挺致電中央：“我們决定全部移蘇南，乘其布置未完即突進，並採取游擊作戰姿態運動，發生戰鬥可能性很大，我們如遇阻擊即用戰鬥消滅之。”:18国军发现新四军向南移动，认为中共欲回旧根据地江西，遂开始围剿，史称皖南事变。
1941年4月5日，毛澤東等致電八路軍與新四軍領導，作出继续扩大根据地的指示：“在日蔣矛盾依然尖銳存在條件下，反共軍向我大舉進攻是不可能的，這一點給我黨在山東、華中鞏固擴大根據地以有利條件。”:346
1942年9月，共产国际驻延安联络员彼得·弗拉基米洛夫写下日记：「中共領導並不想打日本人，他們把戰爭看成是建立自己根據地的良好時機。而且，不是靠自己的部隊，而是靠日本和國民黨兩種力量的對峙來建立他們的根據地。要是日本人打敗了國民黨，中央政府的政權被消滅了，八路軍部隊立刻就鑽進這個地區。必要時，他們會幹掉抗日統一戰線中的戰友，而奪取政權。毛澤東在侵略者面前向後退縮，卻在乘中央政府和日軍衝突之機為自己漁利。」:71
1944年5月6日，保加利亚共产党人季米特洛夫在日记中称：“毛泽东有些片面地和明显不适当地评价了国共关系和他们所参加的这场对日战争。……事实上，特区领导层相信，蒋介石是目前中共最主要的敌人。”特区领导人现在的最主要目的，就是在为应付即将到来的国共冲突做好一切准备。而这样的作战实际上一直都在进行，仅仅在1943年里，“新四军就对中央军进行了724次战斗，结果，击毙击伤8181人，俘获9879人，夺取了34个据点，以及8622支步枪，507支散弹枪，以及200挺机关枪。”因此，日本在4月17日发动的针对河南地区的大规模进攻，明显地受到了毛泽东等人的欢迎。“中共无意在这一地区帮助中央军防御日本人的进攻。”
1945年6月，中共七大过后，“毛主席決定要向南方發展，這是對抗日戰爭正確路線新的發展。過去我們只強調了深入日本占領區的敵後這是對的，但又不全面，現在要向另一個敵後，即國民黨占領區的敵後，這就全面了。國民黨占領區就全國來說，湘、鄂、贛是國民黨的薄弱環節。日本人的勢力也不雄厚。蔣經國在贛南能夠站住，我們也一定能站住！我們黨內，過去有些人（指王明等人）怕得罪蔣介石，不敢到他的‘家裡’去搞革命，吃了大虧。現在這些人都改變了認識，糾正了錯誤，我們的事就好辦了。我們只要堅定地不怕日本人，不怕國民黨，我們就一定勝利！中央已經決定，由陳毅同志率數百名團以上幹部，其中要有相當數量的高級幹部，向南方發展，恢復湘、鄂、贛、閩四省蘇區老根據地，南方會成爲大的革命根據地。”:144
中共学者声称：“对制造反共摩擦的国民党顽固派军队，新四军被迫进行了自卫反击，作战三千二百余次，毙、伤、俘军官兵十四万三千余名。”:868

## 冲突列表

### 1938年
4月
26日，朱紹良電：十八集團軍之孔團由鹽池進擾惠安堡附近甜水堡下馬關一帶，將各地民團槍枝繳去，現鹽池預旺地方民眾武力損失大半，設有匪患無法自衛。
11月
19日，張蔭梧報告：日軍進攻南宫之際，共軍盡行他調，假手敵人以粉碎河北省政府。:827
月间，中共滲透山東第六區行政專員范築先之抗日游擊隊，趁范築先殉職之際，由徐向前吞并。:828第八路軍在冀中、冀南等地區袭击國軍游擊隊。:828
12月
30日，第十八集團軍合賀龍及趙成金、吕正操等部與東進縱隊、青年縱隊等，圍攻冀察戰區冀中游擊司令部於博野，以及小店等地區，並襲擊河北抗日民軍張蔭梧、喬明禮等部。:828

### 1939年
1月
1日，第八路軍在魯西收繳保安團隊槍枝，並攻城陷邑驅走縣長。:829
3月
13日，第十八集團軍趙成金部等圍攻河北焉王莊之河北省保安第三旅劉鳳凱部。:830
20日，沈鴻烈電：前日军进攻八路军乐陵宁津等根据地时该部毫不抵抗，致使高树勋部被围困宁津以北地区。
4月
29日，劉伯承（第一二九師）部襲擊河北任邱縣国軍游擊隊。:832
月间，鄧小平、劉伯承率中共冀中七支隊袭击張蔭梧、趙雲祥、喬明禮、王子耀等部。:832
5月
11日，廖磊電：八路軍、新四軍數千人在宿縣新里青谷費寨寧山橋一帶圍攻村莊、掠繳民槍。
18日，廖磊電：八路軍蘇魯豫支隊在睢溪東寧岡橋一帶扣聯保主任，繳民槍百余枝。
6月
21日，第十八集團軍賀龍、吕正操、劉伯承等部，圍攻河北民軍總指揮張蔭梧於深縣北馬莊，復又幾度截擊於邢臺、贊皇等地，民軍旅長李俠飛等三百餘人陣亡。:833同日，民军独立第一旅王子耀部，于21日夜间遭八路军赵承金等部约二千人在北马庄包围，迄至22日尚在激战中。
8月
8日，第八路軍擅自委任縣長，圍攻長清縣政府。:834
9月
3日，八路軍襲擊山東游擊第三縱隊秦啓榮部。:835
月间，中共襲擊山東保安第八、二十七旅。:835中共包圍解决第二戰區第三游擊師於察哈尔渾源，師長張誠德遇害。:835
10月
2日，廖磊電：八路軍、新四軍在皖中及皖東北擴軍，新四軍在宿永間搜繳民槍並將宿縣常備隊鄭錫清等兩中隊強行編制，八路軍在泗縣睢寧間濫委團營長。
10日，李宗仁電：新四軍第一團張文津部奪去台真鄉保長劉宗全、楊太芹自衛隊槍械，並將劉、楊兩人綁至六字門勒贖。
18日，陈诚电：平江共党余炳生派队引导通城之日军南犯，并亲率部协助日军进犯平江。
28日，第三十四集團軍總司令胡宗南報告，八路軍乘日軍掃蕩之際，向国军进攻。:836
11月
19日，中共王震部圍攻綏德專署。:836
12月
9日，第十八集團軍於陝西定邊圍襲新一軍陳国賓團；中共圍剿河北阜城縣團隊，又趁寧晉縣團隊與日軍激戰之際偷襲。:837
21日，第十八集團軍襲擊甘肅合水、鎮原兩縣。:837
23日，山東臨淄八路軍李人鳳擅委縣長，捕殺縣府人員，以及圍攻劉榮亭部；第八路軍在隴東襲擊國軍。:838
月间，第十八集團軍徐向前部開至山東，乘國軍與日軍激戰之際，到處圍攻地方團隊。:838中共襲擊冀察戰區第三游擊支队孫仲文部於鹽山，繳槍械千餘枝，孫仲文被害。:838

### 1940年
1月
1日，共軍劉伯承部圍攻河北威縣之石友三軍。:838
12日，共軍劉伯承部圍攻河北冀察戰區游擊第四縱隊侯如墉部、第二縱隊夏維禮部、民軍喬明禮部等，造成軍事委員會檢閲官黎惠孚、徐竹齋及受校官兵一千二百餘人被殺害。:839
17日，第十八集團軍攻擊景縣、阜城、故城、新河各縣。:839
29日，石友三电：国军第六十九军一〇七六团及野战补充团各一营于威县北部游击时，遭冀南游击纵队杨秀漉部与八路军攻击。
30日，陝北共軍占鄜縣，並將保安團隊繳械。:840
月间，中共在山西壽陽、榆次，迭次襲擊國軍新編第二師，并襲擊第二戰區游擊隊黎明部於山西香山大南溝一帶。:840中共賀龍部襲擊冀察戰區第七游擊縱隊於靈壽，司令趙侗及由重慶派來抗日一百二十人均被殺。:840
2月
9日，石友三電：八路軍攻擊威縣雪塔鎮，經守軍米文和旅陳營抵抗還擊，共軍向西北方退去。
15日，八路軍第一一五師殲滅游擊隊孫鶴齡部，占鲁南山區要地白彦。:841
16日，蒋鼎文电：晋东八路军与日军相互避让，似已达成默契，其中甚或涉及日苏勾结问题。
21日，第十八集團軍第五支家在山東招遠襲保安二十七旅，杀害别動總队四十七梯隊司令趙鼎銘。:841同日，中共第八路軍進襲山東商河後坊子國軍第二十五旅，旅長孫唐臣受傷被俘；又襲擊惠民國軍第六十二團，俘去官兵數十人。:841山東陽穀縣特務隊被中共繳械，隊長王成章、指揮員王成式殉难。:841-842駐山東蒙陰六區之縣保安隊被中共繳去步槍三十餘枝。:842中共軍第五支隊乘山東日軍犯棲霞之際，猛襲招遠縣府及保安第二十七旅徐淑明部，縣長王振熙遇難。:842
22日，中共第十八集團軍襲擊冀南國軍朱懷冰部。:842
29日，喬明禮報告：遭第八路軍圍襲及其人員多被中共所殺。:842同日，安徽省政府主席李品仙報告：新四軍乘國軍與江浦日軍激戰時圍攻酴縣縣府。:842
月间，中共派陳光、楊勇等部，圍攻魯西行署所在地歡城。:842中共襲擊河北鹽山國軍高樹勛部及魯西兩個保安旅。:842中共晉察冀軍區同令員聶榮臻和冀中第三縱隊司令員吕正操、政委程子華，率共軍進攻太行、冀南國軍。:842-843
3月
1日，皖東共軍强繳滁縣、全椒常備隊槍械。:843蔣鼎文呈報：中共陝北警備旅蕭勁光要脅新任第二區專員包介山不得往綏德到職。:843
2日，第八路軍襲擊第一戰區校閲第二組。:843同日，李宗仁电：共党盘据皖南暗向日伪军勾结，武力威胁滁全两县勒缴各团队枪械，并乘日军蠢动之际对国军挑衅。
3日，陝北中共王震部圍襲吴堡、義北等處保安團隊，一律繳械，並扣押清澗縣縣長。:843新四軍强繳嘉山縣後備隊槍械。:843國軍第九十七軍朱懷冰部在磁縣、武安遭第八路軍第一二九師與吕正操部等四萬餘人包圍，陷於自衛戰中。:843
5日，中共派軍包圍陝北延川縣政府，將其保安團隊繳械。:843
6日，中共冀南軍區第六軍分區邢仁甫部，襲駐山東無棣縣東良莊之省保安旅張子良部。:843第十八集團軍第一一五師第三四三旅補充團彭雄部襲擊山東費縣六區凹暴村。:843魯蘇戰區第三縱隊孫子元部，途經第十八集團軍駐地，派往接洽之副官龍效鼎、張興蘭遭扣留，又遭袭击，被擊斃士兵八名，傷十四名。:843
12日，李树春、廖安邦电：鲁西共军陈光赵成金等部调集精锐四万余人，围攻我濮县鲁西行署及观城等处。
18日，中共艾光標部包圍山東沂水沙地鄉公所，繳去長短槍四十五枝。:845
19日，第十八集團軍徐冀皓部將山東諜報員吴德明、陽穀縣府職員九人及蒙陰聯絡站副官曹盛章活埋。:845
21日，八路軍襲擊秦啓榮部，迫近省府駐地僅有二十里。:845中共派津浦縱蕭華部，襲擊山東省保安第二十五旅。:845
22日，李宗仁电：日军会攻古河时，共军便衣队三百余携短枪侧袭国军，共军张云逸率二千余名共军分途进占周家山赤镇等处，似掩护日军模样。至国军克服古河追击西撤日军之际，共军千余又堵我前进并威胁古河。
24日，合肥梁家集及二區石塘等處自衛槍枝，悉被新四軍繳去。:845
26日，新四軍江北縱隊羅炳輝部在定遠、全椒、含山、和縣、嘉山等縣，襲擊国軍，驅除縣長。:846中共攻佔陝北吴堡縣，並將該縣保安團隊繳械。:846
30日，皖省黄絲灘護堤自衛隊槍枝，爲中共江北縱隊羅炳輝收繳。:846中共以武力侵占陝北綏德後，並佔領保德、河曲等處，榆林交通全被切斷。:846
31日，新四軍於安徽方面袭擊国軍校閲委員，羅炳輝股圍攻縣施集常備隊並繳械。:846
月间，中共在山東殺害軍事委員會中央調查統計局特派員陳文彬。:846
4月
4日，中共乘國軍冀察戰區游擊第一縱隊丁樹本部與日軍激戰，在背後擾襲。:846
7日，新四軍潛入湖北天門蔣家場，繳去國軍獨立大隊一中隊短槍五十餘枝。:847
13日，共軍在魯襲擊國軍，並繳博興保安第八旅周勝芳、魯東焦環洲、嶧縣梁綴璐、招遠第二十七旅徐叔明等部隊槍械。:847
21日，严立三电：共军于黄陂东安南一带捣毁税所区署，于日军分犯安北之际大举东犯。
23日，中共乘國軍與日軍在安澤作戰之際，裴麗生部向國軍襲擊。:847
25日，共軍圍襲湖北黄坡禮山，李先念股攻擊国軍楊希超部。:847
28日，八路軍攻陷沂水劉日萱部之駐地尚莊，圍攻魯蘇戰區第三縱队秦啓榮所屬第九支隊。:847-848
30日，中共軍隊驅逐陝西第二區行政專員何紹南，佔領綏德、米脂、吴堡、清間、葭縣。:848
5月
5日，陝北榆林保安隊被八路軍繳械，官兵被扣押。:848
15日，鹿鍾麟所部獨立游擊第四支隊李萬實第三大隊李本卿部，遭第十八集團軍青年縱隊陳再道袭击，李本卿被中共槍决。:848
16日，阎锡山电：日军由南由东进犯乡吉之时，八路军进至苏家沿由北大举南犯。
6月
16日，沈鸿烈电：原驻大黄庄共军部队，听闻新泰日伪军进犯，不发一枪闻风而逃，该村即遭日伪军占领。经新四师沈营克复该村后，共军反向该村连番猛袭。
23日，严立三电：共军张体学部著日军军服冒充日军猛扑冈南，经黄冈自卫队增援后共军向回龙山窜退。闻共军与日军订有互不侵犯条约且由各处伪维持会接济共军。
25日，中共圍攻應山縣政府。:849
7月
4日，新四軍在安徽强繳民槍，並在蘇北三次襲擊国軍李明楊部。:849-850
9日，中共第二縱隊楊得志袭击国军馬潤昌旅。:850
12日，共軍圍攻豫省国軍馬憫保一團。:850
16日，魯西国軍新五軍孫殿英等部受共軍第一一五師彭明冶、楊勇、楊尚華、蕭華、陳再道攻擊，退黄河以北。:850第八路軍第一縱隊徐向前、朱瑞，山東縱隊張羥武、黎玉、王建安等攻擊沈鴻烈。:850
17日，共军新四旅孟昭進在濮縣西南猛犯。:850
19日，新四軍在江寧縣擄縣長、繳槍枝。:850
24日，彭德怀、林彪攻擊蘇北国军。:850
25日，中共宋任窮、楊勇股襲擊范縣，並擄去威縣、任縣縣長。:851
31日，沈鴻烈電：共軍約二百餘人進襲萊蕪雙城峪，與山東省政府教導團第三營激戰後败退。
月间，新四軍擅自渡江北襲擊江蘇省政府主席兼蘇魯戰區副總司令韓德勤所屬蘇北游擊司令陳泰運部。:851
8月
月间，新四軍陷泰興東之黄橋。:852
9月
月间，新四軍陷蘇北泰州東之姜堰。:852
10月
1日，衛立煌電：共軍乘劉戡軍主力進攻高平晉陽日軍之際，進攻浮山北部一帶，經三度交涉堅不撤軍，且堅守臨屯公路一線。
5日，新四軍在蘇北黄橋一帶猛攻國軍，第三十三師師長孫啓人被俘，新四軍占阜寧。:853
7日，中共襲擊石友三部及安陽縣團隊。:853
11日，鄂省中共李先念等部占據京山、安陸、應山、雲夢、孝感等縣，擅委官吏，另組政府。:853
26日，日軍經三里店、汀涇等處窜擾，新四軍任其深入，毫無抵抗。:853
11月
20日，十八集團軍譚友林部，搶劫涡陽趙屯鄉公所。:854
29日，新四軍配合日軍猛攻江蘇省臨時辦公地興化。:854
12月
17日，顾祝同电：新四军代淮安日军购运棉花两万斤，日军回以弹药甚多。共军进攻国军时，日军寂然不动且任其通过，日共通连情节确然。
18日，中共將米脂高泉溝聯保處之民槍收去。:855

### 1941年
1月
4日，新四軍不遵令北調，乘國軍第四十師南調換防之際，在蘇北三溪附近，集中七團兵力發動突擊，第四十師倉卒應戰，中共反指責國軍襲擊新四軍。:856
11日，共軍襲擊贛榆縣，縣長兼保安旅長董毓佩殉職。:856
12日，第三戰區司令長官顧祝同在皖南涇縣解散新四軍，擒其軍長葉挺。:856
3月
22日，熊斌电：壶关日军进犯陵川东北时，八路军第三纵队何长二部工作人员参加。日军赖其地形熟悉以其向导，故能深入范汉杰军防地。
26日，衛立煌報告：中共冒充龐炳勲部騷擾地方。:860
4月
2日，中共黄克誠股襲擊冀省國軍根據地阜寧李圩村，前海防司令顧豹苓殉職。:861
17日，共軍李先念派嚮導引日兵占洪山。:861
19日，蒋介石致卫立煌，中共化装中央軍搶掠，後以共軍名義出現安慰民衆。:861
5月
30日，共軍攻占閩省武平縣，縣長被俘。:862
6月
7日，中共陳毅、管文蔚兩部，配合日、僞軍，夾擊國軍蘇皖地區游擊第四縱隊陳中柱部，陳中柱殉职。:862
8月
1日，第十八集團軍朱德率陳賡、薄一波、孫定國部袭击晉省國軍王靖国、趙少銓部，並强占馬璧。:863
9月
20日，日軍於晉北沁河以東與国軍第九十八軍激戰時，十八集團軍亦進襲國軍，使九十八軍損失慘重，軍長武士敏憤而自戕。:864
10月
23日，蒋鼎文电：共军冯仁恩部窜至黄家院一带，冒充日军袭击国军。
11月
1日，沁水縣長趙晉英被十八集團軍陳賡旅扣押。:864
12月
11日，共軍攻擊五河縣政府。:865

### 1942年
2月
11日，共軍張體學等部攻占廣濟縣，縣長被俘。:866
3月
7日，共軍劉伯承部於晉南長治攻擊國軍。:866
4月
15日，中共鄧小平指揮第385旅、第386旅、决1旅、第212旅，攻擊浮山、翼城等地的國軍第61軍，國軍傷亡392人，被俘718人，並損失大量武器。:866
8月
27日，共軍襲擊魯北莒縣及魯蘇戰區總部，煽動第111師常恩多部叛變。:869
12月
月间，賀龍指揮第一二O師及軍區部隊，擊破駐綏德、隴東、關中的國軍及保安部隊。:870

### 1943年
1月
12日，中共第八路軍山東縱隊黄河支隊，袭击晉南北齊河国軍防地。:871
31日，新四軍第五師襲擊河南扶縣、箭廠、河鎮国軍。:871
2月
18日，中共魯北徐向前部，進襲歷城西北國軍。:871
28日，中共軍圍攻蘇魯戰區副總司令兼江蘇省主席韓德勤於諄水，韓直轄二旅被繳械，旅長李仲寰、縱隊指揮官王殿華被殺，韓亦被掳，經交涉始獲釋。:871
4月
24日，魯省共军對日妥協，對國軍乘機襲擊，国民黨委員李漢三被劫持，冠縣、臨朐縣書記長被殺。:873
28日，太行山血戰，四萬日軍進攻國軍，第十八集團軍坐視不救。:873
5月
15日，新四軍第五師一部，突擊鄂西隨縣與應城邊界之桑樹店國軍第一二七師朱乃瑞第三八一團一部。:873
18日，新四軍第五師鄂東區司令羅厚福，倫襲鄂省黄崗、范家崗之挺進第十六縱隊第一支隊第一大隊，激戰一晝夜，國軍死傷甚重。:873
22日，宿南共軍將單寨民槍收繳，擴軍征糧。:873
7月
13日，國軍冀察戰區第二十七軍劉進部轉移至太行山區固縣附近，遭共軍伏擊，第八預備師師長陳孝强受傷被俘，團長易惠被共軍俘去。:874
16日，中共新四軍獨立團毛春霖部，襲通許国軍挺進第四縱隊第三支隊。:874
21日，中共第一一五師，倫襲徐州東北小塔山一帶國軍挺進第二十三縱隊韓治隆部，韓被俘，人員武器損失甚重。:874
8月
6日，第十八集團軍第一一五師第一團李福澤部襲擊山東安邱縣北輝渠村，山東省政府建設廳長兼魯南行署主任秦啓榮殉職。:874
10日，中共冀魯豫軍區部隊襲擊国軍李仙洲部。:874
9月
2日，中共扣押米脂縣長高仲謙，並襲擊保安第十二團，殺害綏德、米脂、葭縣等縣公務員。:875

### 1944年
2月
18日，中共太岳軍區二分區部隊，攻擊浮山以南合鹿地區國軍第六十一軍。:877
3月
10日，中共分子張炎，圍攻吴川、化縣、廉江等縣，抢劫民槍，杀害縣長。:877
7月
10日，共軍包圍正陽蕭店保公所，並繳地方團隊軍械。:879
9月
8日，中共以三十餘團兵力，在汾東攻擊山西浮山附近之國軍第六十一軍梁培璜部。:879
12日，余汉谋电：共党谢扬光部围袭驻坳岭独二支队一部。
16日，江西定南共軍奪地方槍枝，自稱東南抗日救國軍。:879
10月
1日，陈泰运电：共党粟裕部集中兵力猛攻北寺冯甸，致国军第三支队第一大队长等阵亡。
3日，廣東省政府主席李汉魂報告：惠陽中共突襲平海西南門警所，搶劫槍械。:880
14日，余汉谋电：共党第二支队二百余进攻东孔县。
11月
7日，陳大慶電：共軍三個團猛攻所廠王團暨王樓金團孔營陣地，另有一股進攻十字樓趙團防地。
12月
18日，伊區共軍进攻国军機場，在冰達板被擊潰后向拜城屬之胡台黑鷹山先頭進犯。

### 1945年
1月
20日，閻錫山呈報：共軍配合日僞軍進犯聞喜堆治村。:881
28日，共軍襲擊廣東高明城。:881
2月
21日，河南省政府主席劉茂恩報告：共軍襲擊伊陽县。:881
3月
8日，鄂南共軍竄占大磨山，並將咸寧自衛大隊解决。:881同日，廣西傅白、陸川、徐间等處共军强繳民槍，捕殺鄉縣長。:882
5月
13日，共軍襲擊岳陽，俘去縣長黎自行，並攻擊游擊隊。:883
6月
17日，劉茂恩電：土門失守後，雖吳協唐即赴督戰，傳撫士卒，惟共軍復分股進攻瓦屋，攻陷土門等。
23日，中共襲擊汾西神符村。:884
25日，中共在陝北淳化煽動保安團隊叛變，進而吞并各部，占據淳化等縣城，與国軍胡宗南部發生激戰。:884
7月
14日，中共太行軍區一分區部隊襲入贊皇城。:885
26日，中共冀魯豫軍區八分區部隊攻占陽谷縣；四分區部隊攻占广宗縣。:885
31日，中共冀魯豫軍區二分區部隊攻占巨鹿縣。:885
8月
15日，何柱國、陳大慶電：共軍楊國夫部進攻壽光田柳莊，與張景月、馬成龍部激戰並突破田柳莊西北角。